# Michelle Greenidge
Michelle Denise Greenidge, née le 15 juin 1969, est une actrice britannique. Elle est connue pour ses rôles de Valérie dans la comédie dramatique de Netflix After Life (2019-2022), de Lola Okonedo Akimbo dans la comédie de BBC Two Mandy (en) (depuis 2020), de PC Williams dans la comédie dramatique policière Code 404 (2020-2021) et de Rosa Babatunde dans le drame de Channel 4 It's a Sin (2021).
En 2023, elle obtient le rôle de Carla Sunday, la mère adoptive de Ruby, la nouvelle compagne du Docteur dans Doctor Who.

## Biographie
Greenidge est née le 15 juin 1969 à Bradford, dans le Yorkshire de l'Ouest, et est d'origine jamaïcaine. Elle commence sa carrière d'actrice en 2009 dans le court métrage Leave, où elle interprète le rôle de Claire. Son second rôle est en 2013 en tant que mère dans le court métrage Sorry We Don't Help Darkies. En 2014, elle incarne Tante Jeanie dans un épisode de la série comique All About the McKenzies et la même année, elle apparaît dans divers courts métrages, Crude, Samuell Benta's Perceptions et Daddy's Girl,,. En 2015, elle joue la conseillère Gretel dans quatre épisodes de la comédie dramatique deSky Living Venus vs. Mars. Le premier rôle de Greenidge au cinéma a lieu en 2016 lorsqu'elle apparaît dans le rôle de Mme Vincent dans le thriller policier The Intent (en), rôle qu'elle reprend dans la suite The Intent 2: The Come Up (en) en 2018.
En 2019, Greenidge commence à incarner le rôle de la réceptionniste Valerie dans la comédie dramatique noire de Netflix After Life, et conserve son rôle durant les trois saisons de la série. Depuis 2020, elle joue dans la comédie BBC Two de Diane Morgan, Mandy (en), dans le rôle de Lola Okonedo Akimbo, technicienne des ongles et meilleure amie du personnage principal,. Entre 2020 et 2021, elle interprète PC Williams dans la comédie dramatique policière Code 404. Elle joue également le rôle de Mme Manning dans Mangrove, le premier film de la série d'anthologie Small Axe. En 2021, elle incarne Rosa Babatunde dans le drame de Channel 4 It's a Sin.
Greenidge a également des rôles mineurs et invités dans Doctors, Casualty, Timewasters (en) et King Gary (en),,. Elle travaille également au théâtre, notamment Ear for Eye, At the Feet of Jesus, Super Skinny Bitches, House, All Saints, Stopcock, Do You Pray ? , La distance entre nous, les gens qui ont besoin de gens, la maison dans laquelle ils ont grandi et Omega Time,,.
Le 20 janvier 2023, il est annoncé que Greenidge serait l'invitée principale de la Saison 1 de 2024 de Doctor Who. Son casting est annoncé en même temps que celui d'Anita Dobson,.

## Filmographie
| Year         | Title                          | Role                                | Notes                    |
| ------------ | ------------------------------ | ----------------------------------- | ------------------------ |
| 2009         | Leave                          | Claire                              | Court-métrage            |
| 2013         | Sorry We Don't Help Darkies    | Mother                              | Court-métrage            |
| 2014         | All About the McKenzies        | La réceptionniste                   | 1 épisode                |
| 2014         | Crude                          | Aisha                               | Court-métrage            |
| 2014         | Samuell Benta's Perceptions    | Dorothy                             | Court-métrage            |
| 2014         | Daddy's Girl                   | Maman                               | Court-métrage            |
| 2015         | Venus vs. Mars                 | La conseillère Gretel               | 4 épisodes               |
| 2015         | Red Room                       | Doctor                              | Court-métrage            |
| 2015         | A Lesson Learnt                | La femme dans la station            | 1 épisode                |
| 2016         | The Intent (en)                | Ms. Vincent                         |                          |
| 2016         | Class 15                       | Mary                                | Court-métrage ; doublage |
| 2016         | The Way I Die                  | Mother                              | Court-métrage            |
| 2017         | Nadia                          | Linda                               | Court-métrage            |
| 2017         | Casualty                       | La gardienne de prison              | 1 épisode                |
| 2017         | Intruders                      | Tonya Bell                          | 1 épisode                |
| 2018         | The Right Choice               | La conseillère                      | Court-métrage            |
| 2018         | Doctors                        | Sandra Fleming                      | 1 épisode                |
| 2018         | The Intent 2: The Come Up (en) | Ms. Vincent                         |                          |
| 2019–2022    | After Life                     | Valerie                             |                          |
| 2019         | Timewasters (en)               | Maggie                              | 1 épisode                |
| 2019         | Casualty                       | Gail Carrow                         |                          |
| 2019         | Freeze Me                      | L'infirmière                        | Court-métrage            |
| 2020–2021    | Code 404                       | PC Williams/Judith Papastathopoulos |                          |
| 2020         | I May Destroy You              | Grace                               | 1 épisode                |
| 2020–present | Mandy (en)                     | Lola Okonedo Akimbo                 |                          |
| 2020         | Semi-Detached                  | L'officier de police                | 1 épisode                |
| 2020         | Small Axe                      | Mrs. Manning                        | 1 épisode                |
| 2020         | Adult Material (en)            | Denise                              | 1 épisode                |
| 2020         | The Loss Adjuster (en)         | Purdy                               |                          |
| 2021         | It's a Sin                     | Rosa Babatunde                      | 3 épisodes               |
| 2021         | Cruella                        | Agent de sécurité au manoir Hellman |                          |
| 2021         | King Gary (en)                 | Mrs. Grant                          | 1 épisode                |
| 2021         | Venom: Let There Be Carnage    | Une victime                         |                          |
| 2021         | The Art of Love                | Libby                               |                          |
| 2021         | Grantchester                   | Ruby Daltrey                        | 1 épisode                |
| 2021         | Alex Rider                     | Maisie                              | 1 épisode                |
| 2021         | Split Sole                     |                                     | Court-métrage            |
| 2022         | The Witchfinder (en)           | Landlady                            |                          |
| 2023         | My Happy Ending (en)           | l'Infirmière Emilia                 |                          |
| 2023-2024    | Doctor Who                     | Carla Sunday                        | 6 épisodes               |